# Revolta de la Guàrdia Reial
La revolta de la Guàrdia Reial va ser un intent de cop d'estat protagonitzat el 1822 pels granaders de la Guàrdia Reial destinat a deposar el Govern d'Espanya de caràcter constitucionalista i possibilitar la Restauració absolutista a Espanya. És un dels múltiples alzamientos i pronunciamientos militars amb què es guarneix la història d'Espanya als segles xix i xx.

## Torna La Pepa
A la fi de 1819 existia un gran malestar en l'exèrcit espanyol entre altres raons per l'exclusió dels liberals del govern. L'1 de gener de 1820 el tinent coronel Rafael de Riego, que manava el batalló d'Astúries, agregat al cos d'exèrcit que acampant en diverses localitats d'Andalusia (amb centre a Cadis) esperava per ser enviat a lluitar contra la revolta americana, es revolta i proclama a las Cabezas de San Juan (Sevilla) la Constitució de 1812, coneguda popularment com «La Pepa» per haver-se aprovat el dia de Sant Josep.
Encara que inicialment el moviment no va trobar suport, al març van començar a sorgir aixecaments similars a diversos llocs d'Espanya, i el 7 de març el Palau Reial de Madrid va ser envoltat per una multitud i davant la falta de garanties respecte de la lleialtat de les tropes, el rei Ferran VII va acceptar la senda constitucional, amb la qual va començar l'anomenat Trienni Liberal.

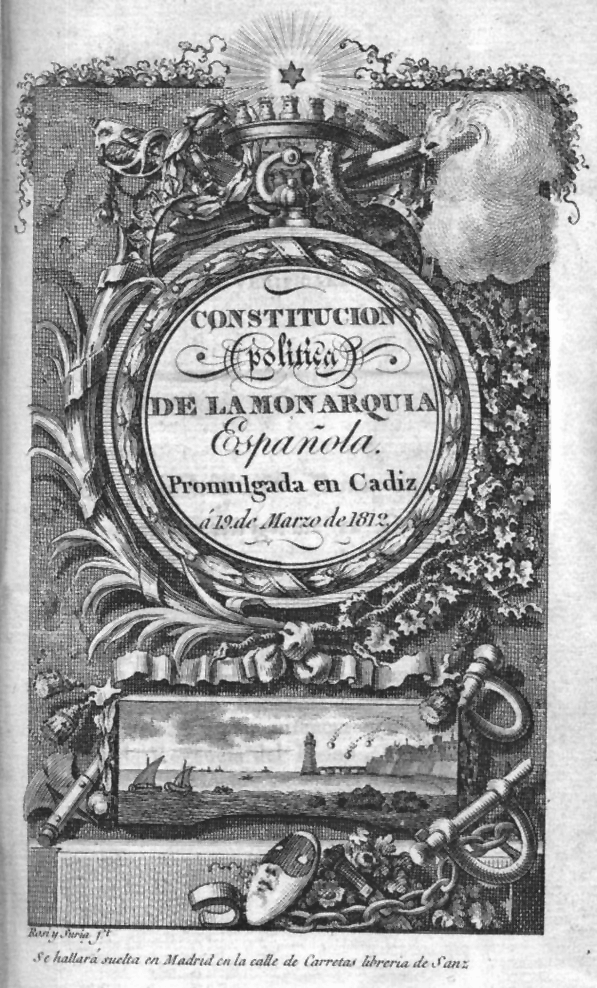
Edició original de la Constitució de 1812.

Amb les Corts de 1820 s'inicia el règim monàrquic parlamentari previst en la Constitució. Es van succeir els gabinets moderats de Evaristo Pérez de Castro, Eusebio de Bardaxí y de Azara, José Gabriel de Silva y Bazán, marquès de Santa Creu, i de Francisco Martínez de la Rosa, que van intentar restablir la legalitat constitucional, controlar als sectors radicals de les Societats Patriòtiques i del moviment popular i alhora als moviments i aixecaments reialistes reaccionaris.

## Revolta de la Guàrdia
El 28 de febrer de 1822 es va fer càrrec del govern Francisco Martínez de la Rosa. Catedràtic de Filosofia Moral de la Universitat de Granada, havia estat diputat a les Corts de Cadis que van aprovar la Constitució de 1812 i per això fou empresonat després del retorn de Ferran VII i el restabliment de l'absolutisme. Després de l'aixecament de 1820, Martínez de la Rosa va recuperar la llibertat i va assumir el lideratge de la branca més moderada dels liberals, els anomenats doceañistas, enfront dels anomenats exaltats.

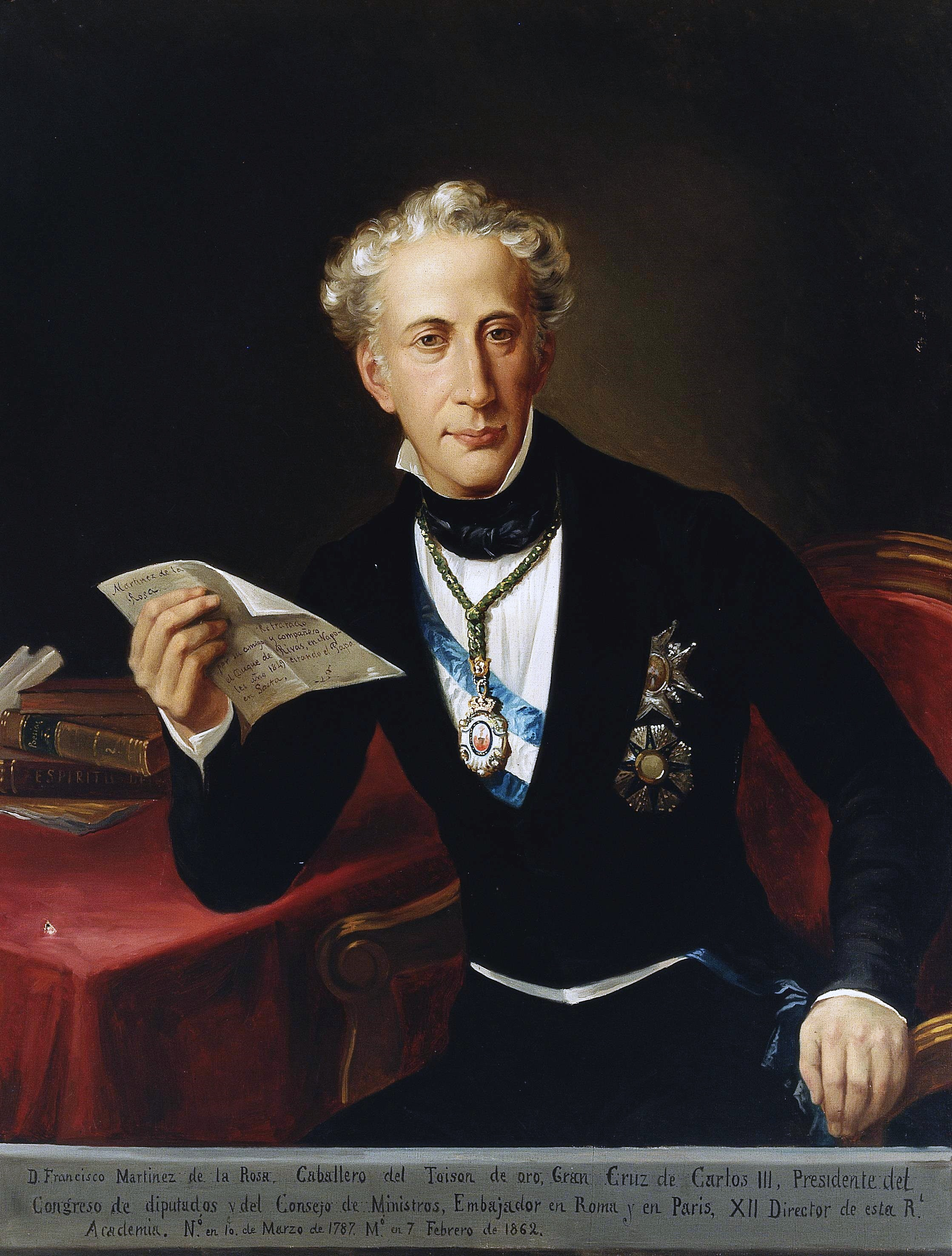
Francisco Martínez de la Rosa.

El seu gabinet el formaren José María Moscoso de Altamira Quiroga (Govern), Diego Clemencin (Ultramar), Nicolás María Garelli y Battifora (Justícia), Felipe de Sierra Pampley (Hisenda), Luis María Balanzat de Orvay y Briones (Guerra) i Jacinto de Romarate al Ministeri de Marina.

## L'aixecament
En tornar Ferran VII del tancament de les Corts el 30 de juny, la Guàrdia Reial va ser insultada i apedregada i aquesta va respondre carregant a baioneta contra els manifestants. Aquesta mateixa nit un oficial de la Guàrdia anomenat Landaburu, després d'haver castigat un subordinat per proposar-li revoltar-se a favor del rei, va ser buscat dins mateix del palau i assassinat per tres granaders. Per evitar una escalada del conflicte el govern va ordenar l'aquarterament de la Guàrdia, favorable al Rei, i de la Milícia que li responia, però en difondre's que els batallons de la Guàrdia serien dissolts, en la nit de l'1 de juliol quatre d'ells van abandonar la ciutat conduïts per uns pocs oficials, mentre dos romanien a palau i la resta de l'oficialitat desapareixia.
El matí del 2 de juliol els quatre batallons de la Guàrdia Real es van reunir als afores de Madrid en el camp anomenat dels Guàrdies. El general Pablo Morillo va intentar persuadir-los inútilment, després del que van marxar sobre El Pardo.
La milícia va ser mobilitzada mentre s'ordenava al General Espinosa que des de Castella la Vella marxés sobre Madrid amb les seves forces, úniques de les quals podia disposar, atès que enfrontava simultàniament aixecaments a Castella la Nova (Clergue Atanasio), a la Província de Conca (Laso i Cuesta), a Sigüenza, a Aragó, dels Carabiners Reials en Castro del Río i del regiment provincial de Còrdova.
El dia 3 una diputació dels revoltats va ser rebuda pel Rei, qui veient la possibilitat d'aprofitar la situació per retornar a l'absolutisme o almenys forçar la reforma de la constitució, va convocar una Junta composta del Ministeri, del Consell d'Estat d'Espanya, del Cap Polític, del Comandant General i dels Caps dels Cossos de l'exèrcit. El gabinet de ministres, tenint en compte la situació, les intencions del monarca i que la Constitució no preveia l'ordenat, no li va donar curs, sospitant que el Rei ho aprofitaria per prendre'ls presoners utilitzant els dos batallons de la Guàrdia que romanien a palau.
El dia 5 el Rei va desautoritzar la mobilització de les forces d'Espinoza a qui el Ministeri havia ordenat avançar sobre els revoltats. Cnfirmant els temors del govern, el dia 6 la Guàrdia va tancar les portes del Palau quedant apressats els Ministres i el Secretari del Consell. En la matinada del 7 els batallons del Pardo van avançar sobre la Plaça Mayor defensada per les Milícies, les que malgrat compondre's de tropes noves, van aconseguir imposar-se.

## Conseqüències

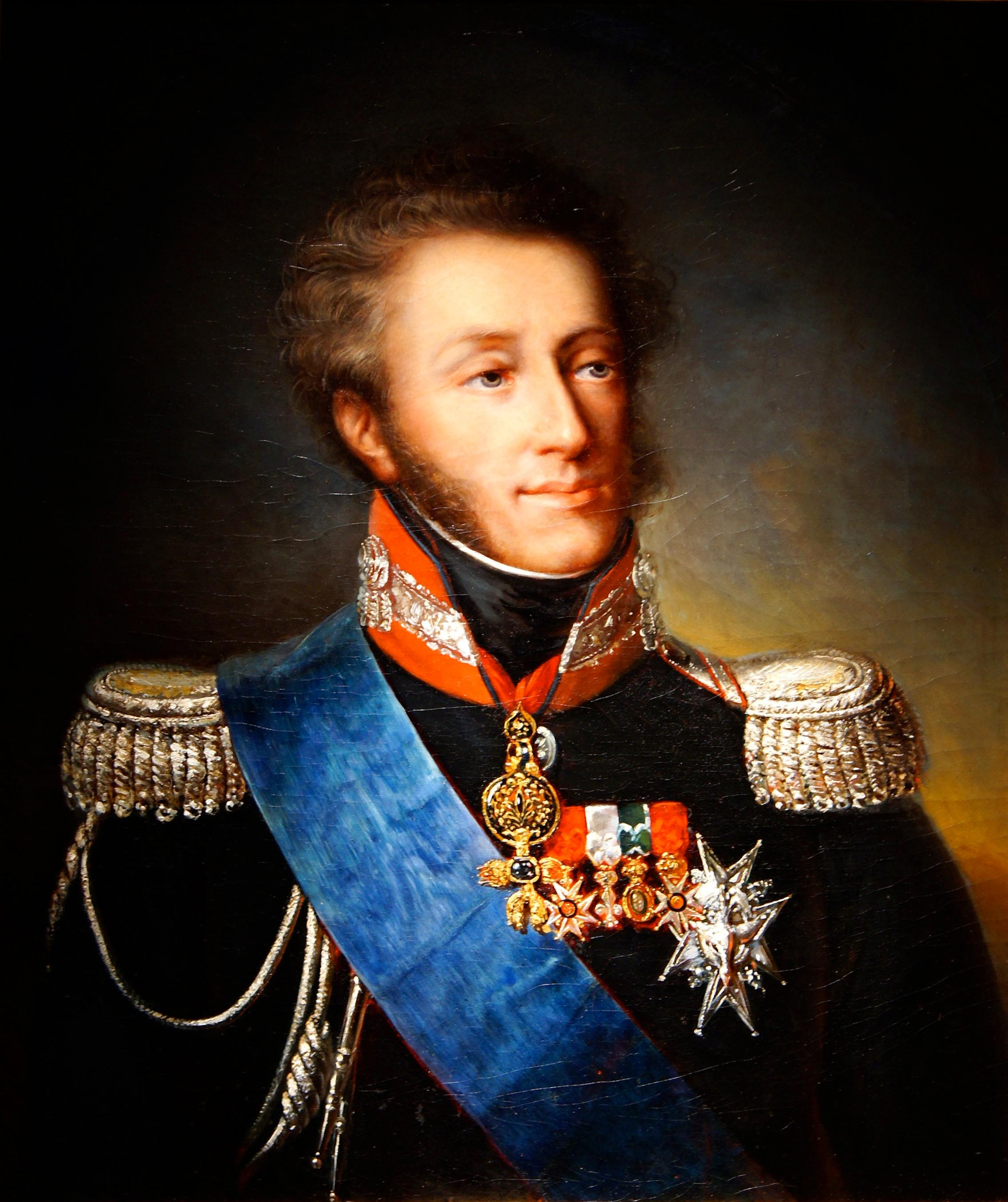
El duc d'Angulema

Vencedor el partit constitucional, el mateix dia va rebre una nota signada per tots els representants de les Corts europees on es feia responsable al govern de la persona i posició del Rei. A aquesta pressió i a l'enemistat del Rei, es va sumar la radicalització del sector constitucionalista més exaltat, per la qual cosa el gabinet pressionat per tots dos costats va presentar la seva renúncia. Ferran VII la va rebutjar inicialment, però després va demanar al Consell que proposés un gabinet alternatiu, cosa a la qual aquest es va negar afirmant que la salvació nacional depenia que els mateixos Ministres continuessin en els seus llocs.
No obstant això, aquests van insistir en la seva dimissió, la que es va reconèixer el 6 d'agost de 1822, sent reemplaçats pel gabinet d'Evaristo Fernández de San Miguel, la qual cosa va implicar d'una banda el triomf del sector més radicalitzat i per un altre obligar els absolutistes a recórrer a la invasió estrangera, que es faria efectiva amb la intervenció de l'exèrcit francès dels Cent Mil Fills de Sant Lluís, al comandament del duc d'Angulema i sota els auspicis de la Santa Aliança, restablint la monarquia absoluta a Espanya l'octubre de 1823.